# Java Management Extensions
Java Management Extensions é uma tecnologia Java que fornece ferramentas para gerenciamento de monitoramento de aplicações, objetos de sistema, dispositivos (e.g. impressoras) e redes orientadas a serviço.
É uma Interface de Programação de Aplicativos (API), que usa o conceito de agentes, permite monitorar elementos da máquina virtual Java (linguagem de programação) e dos aplicativos que estão sendo executados.
A monitoração é um processo importante durante a fase de Teste do processo de desenvolvimento de software, pois permite identificar e corrigir eventuais gargalos de performance e eficiência das aplicações.
Os principais elementos que podem ser monitoriados são: alocação de memória, utilização de threads, operações de entrada e saída de dados, consumo de CPU e tempo de processamento das requisições.
Foi introduzida na tecnologia Java como um pacote opcional a partir da J2SDK 1.4, e foi incorporada a partir da versão J2SE 5.0.